# Елеохория
Елеохория или Добролу (на гръцки: Ελαιοχώρια, до 1928 Ντομπουρλού, Добурлу и Νταουτλή, Даутли) е село в Егейска Македония, Гърция, в дем Неа Пропонтида, административна област Централна Македония. Елеохория има население от 295 души (2001).

## География
Елеохория е разположено в югозападния край на Халкидическия полуостров.

## История

### В Османската империя
В XIX век на мястото на Елеохория съществуват две турски махали – Добурлу и Даутли. Към 1900 година според статистиката на Васил Кънчов („Македония. Етнография и статистика“) в Доброли Махала живеят 85 жители турци, а в Даутли Махала – 90 жители турци.

### В Гърция
В 1912 година, по време на Балканската война, в Добурлу и Даутли влизат гръцки части и след Междусъюзническата война в 1913 година остават в Гърция. След Гръцко-турската война в 1922 година турското население се изселва и на негово място са заселени бежанци от тракийското село Схоларио (Ишиклар) и от Мала Азия. В 1928 година двете махали са обединени като Елеохория.
| Име                | Име                   | Ново име    | Ново име    | Описание                                           |
| ------------------ | --------------------- | ----------- | ----------- | -------------------------------------------------- |
| Хиландар           | Χιλιαντάρ             | Хиландарион | Χιλανδάριον | река на Ю от Елеохория                             |
| Хаджи Папу Елеонас | Χατζή Παππού Ελαιώνας | Лиостаси    | Λιοστάσι    | местност на ЮИ от Елеохория и на СЗ от Неа Триглия |
| Капулук            | Καπουλούκι            | Порта       | Πόρτα       | местност на ЮЗ от Елеохория и на СИ от Неа Силата  |